# Адміністративно-територіальний поділ Республіки Саха
Республіка Саха складається із 36 муніципальних утворень: 34 муніципальних районів (улусів) та 2 міських округів. До складу муніципальних районів, у свою чергу, входять міські та сільські поселення (наслеги), загальне число наслегів становить 365, у тому числі 31 національний.

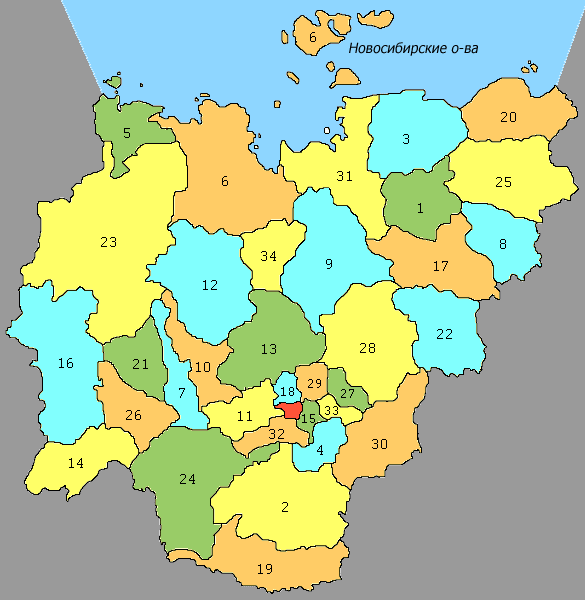
Карта адміністративного поділу Республіки Саха (Якутія).
Червоним виділена територія міських округів "Якутськ» і «Жатай».

## Сучасний адміністративно-територіальний поділ
| № на карте                  | Українська назва    | Якутська назва        | Код ЗКАТО      | Населення, тис. жит. | Територія, тис. км² | Щільність, люд./км² | Адміністративний центр |
| --------------------------- | ------------------- | --------------------- | -------------- | -------------------- | ------------------- | ------------------- | ---------------------- |
| міські округи               |                     |                       |                |                      |                     |                     |                        |
| I                           | Жатай               | Жатай                 | 98 401 554 000 | 9,1                  |                     |                     |                        |
| II                          | Якутськ             | Дьокуускай            | 98 401 000 000 | 274,9                |                     |                     |                        |
| Муніципальні райони (улуси) |                     |                       |                |                      |                     |                     |                        |
| 1                           | Абийський           | Абый улууһа           | 98 201 000 000 | 4,8                  | 69,4                | 0,09                | Біла Гора              |
| 2                           | Алданський          | Алдан улууһа          | 98 203 000 000 | 49,4                 | 156,8               | 0,32                | Алдан                  |
| 3                           | Аллаїховський       | Аллайыаха улууhа      | 98 206 000 000 | 3,2                  | 107,3               | 0,04                | Чокурдах               |
| 4                           | Амгинський          | Амма улууһа           | 98 208 000 000 | 17,3                 | 29,4                | 0,59                | Амга                   |
| 5                           | Анабарський         | Анаабыр улууhа        | 98 210 000 000 | 3,7                  | 55,6                | 0,07                | Саскилах               |
| 6                           | Булунський          | Булуҥ улууһа          | 98 212 000 000 | 9,7                  | 235,1               | 0,05                | Тіксі                  |
| 7                           | Верхньовілюйський   | Үөһээ Бүлүү улууһа    | 98 214 000 000 | 21,2                 | 43,2                | 0,5                 | Верхньовілюйськ        |
| 8                           | Верхньоколимський   | Үөһээ Халыма улууһа   | 98 215 000 000 | 6,9                  | 67,8                | 0,1                 | Зирянка                |
| 9                           | Верхоянський        | Үөһээ Дьааҥы улууһа   | 98 216 000 000 | 13,7                 | 24,7                | 0,12                | Батагай                |
| 10                          | Вілюйський          | Бүлүү улууһа          | 98 218 000 000 | 27,6                 | 55,2                | 0,5                 | Вілюйськ               |
| 11                          | Гірський            | Горнай улууhа         | 98 220 000 000 | 11,2                 | 45,6                | 0,25                | Бердигестях            |
| 12                          | Жиганський          | Эдьигээн улууһа       | 98 222 000 000 | 3,98                 | 140,2               |                     | Жиганськ               |
| 13                          | Кобяйський          | Кэбээйи улууһа        | 98 224 000 000 | 14,0                 | 107,8               | 0,13                | Сангар                 |
| 14                          | Ленський            | Ленскэй улууһа        | 98 227 000 000 | 38,8                 | 77,0                | 0,5                 | Ленськ                 |
| 15                          | Мегіно-Кангаласький | Мэҥэ Хаҥалас улууһа   | 98 229 000 000 | 32,1                 | 11,7                | 2,74                | Нижній Бестях          |
| 16                          | Мирнинський         | Мирнэй улууһа         | 98 231 000 000 | 86,0                 | 165,8               |                     | Мирний                 |
| 17                          | Момський            | Муома улууһа          | 98 233 000 000 | 4,5                  | 101,7               | 0,04                | Хонуу                  |
| 18                          | Намський            | Нам улууһа            | 98 235 000 000 | 24,3                 | 11,9                | 2,04                | Намці                  |
| 19                          | Нерюнгринський      | Нүөрүҥгүрү улууhа     |                | 85,8                 | 93,0                | 0,92                | Нерюнгрі               |
| 20                          | Нижньоколимський    | Аллараа Халыма улууhа | 98 237 000 000 | 5,3                  | 86,8                | 0,06                | Черський               |
| 21                          | Нюрбинський         | Ньурба улууһа         | 98 226 000 000 | 25,9                 | 52,4                |                     | Нюрба                  |
| 22                          | Оймяконський        | Өймөкөөн улууhа       | 98 239 000 000 | 13,4                 | 92,2                |                     | Усть-Нера              |
| 23                          | Оленьоцький         | Өлөөн улууһа          | 98 242 000 000 | 4,1                  | 318,1               |                     | Оленьок                |
| 24                          | Олекминський        | Өлүөхүмэ улууһа       | 98 241 000 000 | 29,6                 | 166,7               | 0,19                | Олекминськ             |
| 25                          | Середньоколимський  | Орто Халыма улууhа    | 98 246 000 000 | 7,9                  | 125,2               | 0,08                | Середньоколимськ       |
| 26                          | Сунтарський         | Сунтаар улууһа        | 98 248 000 000 | 25,5                 | 57,8                | 0,46                | Сунтар                 |
| 27                          | Таттинський         | Таатта улууһа         | 98 204 000 000 | 17,3                 | 18,98               | 0,9                 | Итик-Кюйоль            |
| 28                          | Томпонський         | Томпо улууhа          | 98 250 000 000 | 15,1                 | 135,8               | 0,11                | Хандига                |
| 29                          | Усть-Алданський     | Уус-Алдан улууһа      | 98 252 000 000 | 22,4                 | 18,3                | 1,22                | Борогонци              |
| 30                          | Усть-Майський       | Уус-Маайа улууhа      | 98 254 000 000 | 10,6                 | 95,3                |                     | Усть-Мая               |
| 31                          | Усть-Янський        | Усуйаана улууһа       | 98 256 000 000 | 8,7                  | 120,3               | 0,07                | Депутатський           |
| 32                          | Хангаласький        | Хаҥалас улууhа        | 98 244 000 000 | 34,7                 | 24,7                |                     | Покровськ              |
| 33                          | Чурапчинський       | Чурапчы улууhа        | 98 258 000 000 | 19,9                 | 12,6                | 1,52                | Чурапча                |
| 34                          | Евено-Битантайський | Эбээн-Бытантай улууhа | 98 259 000 000 | 2,8                  | 55,6                | 0,05                | Батагай-Алита          |

## Історія

### 1638—1775 роки.Якутський повіт
Територія сучасної Якутії, названа Ленським краєм, була приєднана до Росії в 30-40-ві роки XVII сторіччя. До 1638 року вона входила до складу Єнісейського повіту. 
У серпні 1638 був утворений самостійний Якутський повіт (воєводство) з центром в Ленському (Якутському) острозі (повітова адміністрація прибула в острог у липні 1641 року), включаючи всі території на схід від озера Байкал, але без позначених меж на сході. У 1640-ті роки у складі повіту були утворені 35 волостей: Атамайська, Батулінська, Батурусська, Баягантайська, Бетюнська, Бордонська, Борогонська, Бояназейська, Гурменська, Дюпсинська, Емкюнська (Жемконська), Кангаласська, Мальжагарська, Мегінська, Модутська, Намська, Нахарська, Нюрюктейська, Одейська, Олеська, Ордутська (Єргетська), Оспекська, Підмістна, Скорульська, Силанська, Тагусська, Хатилінська, Хатиригська, Черіктейська і Чумецька.
Таке адміністративно-територіальний поділ Якутського повіту зберігалося аж до другого десятиліття XVIII століття.
28 грудня 1708 року Якутський повіт увійшов до складу новоствореної Сибірської губернії (центр - місто Тобольськ).
29 травня 1719 року Указом Сенату Сибірська губернія була розділена на 3 провінції. Якутський повіт увійшов до складу Тобольської провінції. Проте вже 26 листопада 1724 року він відійшов до Іркутської провінції, виділеної з Тобольської.
29 квітня 1731 року указом Урядового Сенату «Про освіту самостійного Охотського правління» зі складу Якутського повіту Іркутської провінції було виділено Охотське правління з центром в Охотському острозі, включаючи Охотсько-Берингове узбережжя, Удський край, Камчатський півострів і Курильські острови (див. далі АТП Хабаровського краю)..
19 жовтня 1764 року Якутський повіт увійшов до складу новоствореної Іркутської губернії.
14 березня 1773 року указом Іркутської губернської канцелярії Удський край був повернутий з Охотського правління до складу Якутського повіту.

### 1775—1783 роки. Якутська провінція Іркутської губернії
31 січня 1775 року згідно законоположення «Про новий поділ Іркутської губернії на провінції, воєводства та комісарства» у складі Іркутської губернії була утворена Якутська провінція. До її складу увійшли:
- Алданське воєводство (центр — Амгінська слобода (тимчасово), місто Алдан), яке включало в себе: Батуруський, Борогонський і Мегінський улуси, Баягантайську волость, Майське, Бутальське і Томторське зимарки, район Ойм'якона і Удський острог.
- п'ять комісарств (для управління периферійними територіями області):
  - Верхньовілюйське
  - Верхоянське
  - Жиганське
  - Олекминське (центр — Олекминський острог)
  - Середньоколимське[2][7][8][9]

Так само до 1783 року Якутській провінції підпорядковувалася новостворені Кіренське воєводство з Ілимським комісарством.

### 1783—1796 роки. Якутська область Іркутського намісництва

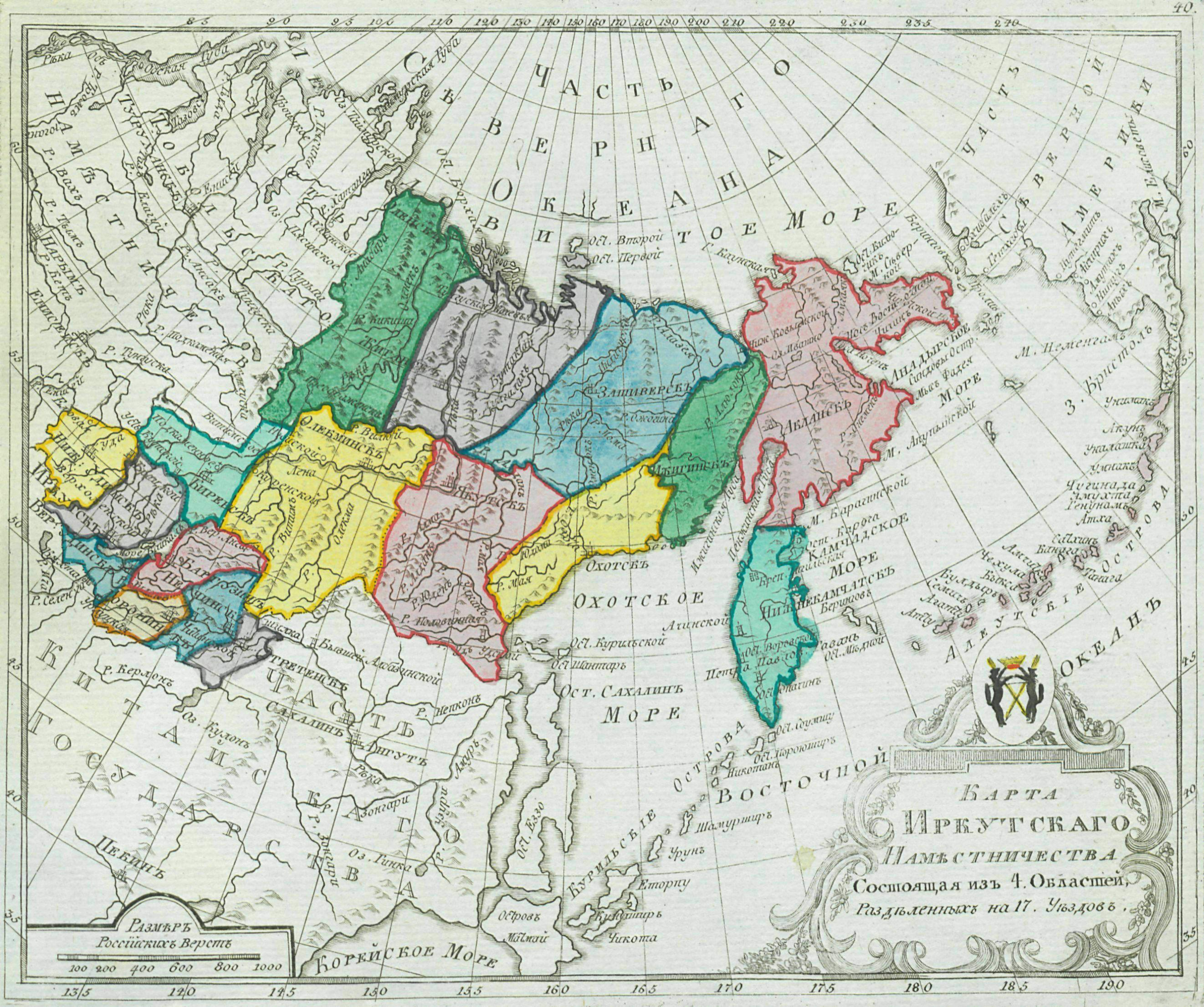
Повіти Якутської області Іркутського намісництва, 1792

6 березня 1783 року на підставі Іменного Указу було утворено Іркутське намісництво у складі чотирьох областей, в тому числі 14 березня 1784 року  Якутська провінція була перетворена на Якутську область. Замість комісарств і воєводств були засновані п'ять повітів:
- Жиганський повіт (центр — місто Жиганськ)
- Зашиверський повіт (центр — місто Зашиверськ)
- Оленський повіт (Вілюйський) (центр — місто Оленськ)
- Олекминський повіт (центр — місто Олекминськ)
- Якутський повіт (центр — місто Якутськ)

### 1796—1805 роки. Якутський повіт Іркутської губернії
12 грудня 1796 року вийшов Іменний указ «Про новий поділ держави на губерній», згідно з яким у березні наступного року Іркутське намісництво було перетворено на губернію, області, в тому числі Якутська, - на повіти, а повіти - на комісарства.
За указом від 11 серпня 1803 року в Якутському повіті було утворено сім комісарств:
- Амгінське
- Верхньовілюйське (центр — Верхньовілюйське поселення)
- Жиганське (центр — місто Жиганськ)
- Зашиверське
- Олекминське
- Середньоколимське
- Удське

### 1805—1851 роки. Якутська область Іркутської губернії
22 квітня 1805 року згідно Іменного указу, з північно-східної частини Іркутської губернії (Якутський повіт) утворено Якутську область. Цим же указом Жиганське і Зашіверське комісарства були об'єднані в Верхоянське комісарство, Амгінське й Удське — у Якутське комісарство.
22 червня 1822 року згідно «Положення про управління Сибірськими губерніями» Якутська область була розділена на п'ять округів:
- Верхоянський (центр — місто Верхоянськ)
- Вілюйський (центр — місто Вілюйськ)
- Олекминський (центр — місто Олекминськ)
- Средньоколимський (пізніше — Колимський)
- Якутський[11]

2 грудня 1849 року до складу області на правах округу увійшов Охотський край.

### 1851—1922 роки. Якутська область (губернія)
16 серпня 1851 року на підставі «Положення про управління Якутською областю» Якутська область була відокремлена від Іркутської губернії і з 1 січня 1852 року стала самостійною адміністративною одиницею на правах губернії у складі Східно-Сибірського генерал-губернаторства.
31 жовтня 1857 року Удський (Охотський) край був переданий з Якутській області до складу Приморської області.
16 грудня 1897 року рішенням Якутського обласного управління в округах були утворені волості: у Вілюйському окрузі — Нюрбінська, в Олекминському — Нохтуйська і Чекурська, в Якутському — Амгінська, Іситська, Павловська і Покровська.
До 1917 року до складу Вілюйського округу входило 7 улусів: Верхньовілюйський, Західно-Вілюйський, Мархінський, Нюрбінський, Средньовілюйський, Сунтарський і Хочінський.
21 серпня 1920 року Якутська область була перетворена в губернію, а округи - в повіти.
30 березня 1922 року вийшов указ Тимчасового Приамурського уряду про повне йому підпорядкуванні Якутської області.

### 1922—1991 роки.Якутська АРСР

#### 1922—1930 роки
Якутська АРСР у складі РРФСР була утворена постановою ВЦВК 27 квітня 1922 року. До складу автономної республіки увійшли Якутська губернія; Хатанго-Анабарський район Єнісейської губернії, Олекминсько-Сунтарська волость Киренського повіту, всі острови Північного Льодовитого океану між 84 і 140 градусами східної довготи; Охотський повіт Камчатської області.
23 червня 1923 року постановою ВЦВК Охотський повіт був переданий Камчатській губернії.
У 1926 році замість 5 повітів були створені 6 округів, які ділилися на улуси, волості, сільради (с/р), наслеги і наслежні ради (н/р).
| Округ        | Центр            | Улуси, волості, сільські і наслежі Ради |
| ------------ | ---------------- | --- |
| Верхоянський | місто Верхоянськ | улуси: Верхоянський (16 наслегів), Жиганський (8 наслегів), Устьянський (6 наслегів); с/с Русское Устье |
| Вілюйський   | місто Вілюйськ   | улуси: Верхньо-Вілюйський, Мархінський, Мастахський, Нюрьбінський, Середньо-Вілюйський, Сунтарський, Удюгейський, Хочинський; Качайськая вол., Сунтарський с/с |
| Колимський   | місто Колимськ   | улуси: Колимський (11 наслегів), Ельгідський (5 наслегів) і 8 с/с |
| Ленський     | село Мухтуя      | сільради: Вітімській, Мухтуйський, Нюйський, Половінський; наслежі ради: Мегінсько-Татакановський, Наторський, Нахарський, Нерюктейський |
| Олекминський | місто Олекминськ | сільради: Амчинсько-Олекминський, Кочегаровський, Нохтуйський, Урицький, Харьялахський; наслежі ради: Абачинський, Каменський, Киллахський, Кятчинський, Мальжегарський, Нюрюктейський I, Нюрюктейський II |
| Якутський    | місто Якутськ    | улуси: Амгинський I (18 наслегів), Батурусський (15 наслегів), Балгантайський (17 наслегів), Борогонський (16 наслегів), Східно-Кангаласський (20 наслегів), Дюпсинський (8 наслегів), Західно-Кангаласський (29 наслегів), Майський (5 наслегів), Мегінський (24 наслеги), Намський (22 наслега), Оймяконський (3 наслега), Таттинський (17 наслегів); волості: Амгінська 1-а, Іситська, Покровська; сільради: Володимирівський, Кільдемський, Мархінський, Нікольський, Новомиколаївський, Павлівський, Петропавлівський, Хатин-Арінський, Хатин-Урахський, Катангських родів тунгусів (7 наслегів), Балгантайських родів тунгусів (3 наслеги) |

Улуси, наслеги і наслежі ради були утворені в районах проживання якутів і малочисельних народів Півночі, а сільради і волості - в місцях переважання російського населення.
16 червня 1924 року рішенням Якутського ЦВК був утворений Булунський округ, до складу якого увійшов Хатанго-Анабарський район).
6 серпня 1925 року рішенням Президії ЯЦВК був утворений Алданський округ, до складу якого увійшли Алдано-Тімптонський район Якутського округа і Тунгіро-Олекминський район Олекминського округа.
29 грудня 1926 року був утворений Тімптонський улус з центром на станції Якут (в 1927 році центр був перенесений в селище Нагорний).

#### 1930—1935 роки
В 1930 році в Якутській АРСР почав процес переходу від окружного поділу до районного. Так в 1930 році були утворені такі райони:
- 9 січня — Мегежекський, Олекминський, Сунтарський і Усть-Алданський[21][22][23][24]
- 30 січня — Ленський[25]
- 10 лютого — Західно-Кангаласський і Намський[26][27]
- 25 березня — Чурапчинський[28]
- 5 травня — Алданський і Тімптонський (шляхом реорганізації однойменного улусу)[20][29]
- 25 травня — Абийський і Середньоколимський[29]
- 10 грудня постановою Якутського ЦВК «Про нове адміністративно-територіальне районування в Якутській Автономної Соціалістичній Республіці» був ліквідований Булуйський округ. В той же день постановою Президії ВЦВК РРФСР «Про організації національних об'єднань в районах розселення малих народів Півночі» в Якутській АРСР були створені 5 національних евенських районів, у тому числі і на території ліквідованого Булунського округа:
- Анабарський національний (Евенський) (центр — Уджа), до складу якого включили із Якутської АРСР територію колишнього Булунського округа в районі системи рік Анабара і Уджи, а також верхові річки Оленьок
- Булунський національний (Евенський) (центр — Булун), до складу якого включили із Якутской АРСР територію колишнього Булунського округа в районі низин рік Лени і Оленьок
- Вилюйсько-Мархінський національний (Евенський) (центр — район річки Вілюй при впаданні в неї річки Чона), до складу якого включили із Якутской АРСР територію в районі верхньої течії річок Вілюй і низин Чони з її притоками
- Жиганський національний (Евенський) (центр — Жиганськ), до складу якого включили (приєднали) із Якутской АРСР територію в районі нижньої течії річки Лени від припливу Бахадунка, річки Муна і середньої течії річки Оленьок
- Тукуланський національний (Евенський) (центр — на Алдані, в районі Томмота), до складу якого включили із Якутской АРСР територію в районі річки Алдан з її притоками: Північний Німгер, Чомпола, низові річки Тімптона і район (верхів'я) річки Амга

Цією ж постановою із Якутської АРСР були передані в:
- Вітімо-Олекмінський національний округ (Евенський) округ — територія в районі рік Нюкжі і Олекми, так званий Тупіковський туземный район (див. далі АТП Забайкальського краю)
- Охотсько-Евенський національний округ — територія частини якутської тунгуської смуги, розміщена по лівому березі річки Аллах-Юнь, райони річки Нери, притоки Колими по Коркодон включно, верхів'я рік Омолона і Індигірки і їх притоків і система рік Мая (див. далі АТП Хабаровського краю)
- Таймирський (Долгано-Ненецький) автономний округ — Хатанго-Анабарський район;
- Чукотський АЛЕ — територія Східної тундри з кордоном по правому березі річки Алазей та Західної тундри, райони середньої та нижньої течії річки Омолон (див. далі АТП Чукотського АТ)
- Джелтулакський національний (Евенський) район — район верхньої течії річки Тімптона і Алдану (див. далі АТП Амурської області)
- Зейсько-Учурський національний (Евенський) район — район річки Гиним, верхів'я Сутама і Учуру (див. далі АТП Амурської області)
- Катанський національний (Евенкійський) район — район в басейні Нижньої Тунгуски і Чуни(див. далі АТП Іркутської області)[30][31]

10 травня 1931 року вийшла постанова Президіуму ВЦВК «Про національні райони і внутрішні кордони Якутської АРСР», відповідно до якої був утворений ряд національний евенських районів. Цією ж постановою із Чукотського АЛЕ до складу Якутської АРСР був переданий район Західної Тундри, перейменований 20 травня в Нижньоколимський район.
В 1931 році утворені наступні райони:
- Садинський
- 20 травня — Аллайховський (територія колишнього Булунського округа), Момський (центр — місцевість Мома), Томпонський, Усть-Майський (центр — поселення Усть-Майя)[32][33][34]
- 21 травня — Усть-Янський (центр — село Козаче) — територія колишнього Булунського округа[35]
- 2 червня — Горний (шляхом укрупнення Західно-Кангаласського і Намського районів)[36]

31 січня 1935 року Президіум ВЦВК затвердив у складі Якутській АРСР 34 району:
- Абийський (центр — село Абий)
- Алданський Промисловий (центр — селище Непомітний)
- Аллайховський (центр — село Аллайха)
- Амгинський (центр — село Амга)
- Анабарський (центр — Уджа)
- Булунський (центр — селище Булун)
- Верхоянський (центр — місто Верхоянськ)
- Вілюйський (центр — місто Вілюйськ)
- Вілюйсько-Мархинський (центр на місцевості Улу-Тобо)
- Горний (центр — село Бердигестях)
- Жиганський (центр — село Жиганськ)
- Західно-Кангаласський (центр — Покровськ)
- Колимський (центр — місто Середньо-Колимськ)
- Ленський (центр — село Мухтуя)
- Мегежекський (центр — Мегежек)
- Мегіно-Кангаласський (центр — село Мая)
- Намський (центр — село Намське)
- Нижньо-Колиський (центр — Нижньо-Колимськ)
- Оймяконський (центр — Оймякон)
- Олекминський (центр — місто Олекминськ)
- Пригородний (центр — місто Якутськ)
- Садинський (центр — село Туай-Хая)
- Саккирирський (центр — на ріці Джандабил)
- Сунтарський (центр — село Сунтарське)
- Таттинський (центр — селище Татта)
- Тімптонський (центр — Нагірне)
- Томмотський (центр — город Томмот)
- Томпонський (центр — на ріці Томпо)
- Усть-Алданський (центр — селище Мюрю (Богородиці))
- Усть-Майський (центр — селище Усть-Майя)
- Усть-Янський (центр — село Козаче)
- Учурський (центр — в гирлі річки Учура)
- Чурапчинський (центр — селище Чурапча)[37]

#### 1935—1962 роки
1 лютого 1935 року Вілюйсько-Мархинський район був перетворений в Верхньовілюйський район.
1 жовтня 1935 року постановою Президії ВЦВК був утворений Оленьокський район з центром в Оленьокській культбазі у складі сільських рад: Джіліндінського, Кірбейського, Оленьокського, виділених(вилучених) з Анабарського району і Шологонського, виділених(вилучених) із Мегежекського району.
В 1936 році центр Аллайховського району бул перенесений в селище Чокурдах.
1 грудня 1936 року постановою Якутскої ЦВК був утворений Токкінський евенський національний район з центром на місцевості Копро на ріці Чара.
В лютому 1937 року Західно-Кангаласський район був перейменований в Орджонікідзевський район.
20 квітня 1937 з віддалених населених пунктів Намського, Гірного і Вілюйського районів були утворені Кобяйський район з центром в селі Кобяй.
В 1938 році Мегежекський район був перейменований в Нюрбинський.
3 квітня 1939 року на півдня Якутії були створені Алданський округ (центр — місто Алдан), куди ввійшли райони Алданський, Тімптонський, Томмотський і Учурський.
В травні 1939 селище Непомітний був перейменований в місто Алдан.
В 1940 році із Усть-Майського району був виділений(вилучений) Аллах-Юньський район з центром у селищі Аллах-Юнь (із 1948 по 1953 рр. центр перенесли в селище Ельдікан).
25 вересня 1943 року на підставі указу Президиума ВР РРФСР районний центр Тімптонського району був перенесений з селища Нагірний в Чульман.
В 1946 році був скасований Алданський округ, його райони перейшли у безпосереднє підпорядкування АРСР.
В 1948 році був скасований Садинський район. Його територія відійшла до Ленського (Ботуобінський (селище Таас-Урех) сільрада) і Сунтарського району (Садинський (селище Сюльдюкар) і Чуонінський (селище Чуона) сільради).
В 1953 році Аллах-Юньський район був приєднаний до Усть-Майського. Одночасно з цим були скасовані Токкінський, Томмотський і Усть-Янський райони.
30 квітня 1954 року шляхом збільшення Середньоколимського району був утворений Верхньоколимсткий район з центром в селищі Зирянка. У тому ж році Таттинський район був перейменований в Олексіївський район.
В 1957 році центр Булунського району був перейменований в селище Тіксі.
В 1959 році центр Кобяйського району був перейменований в Сангар. В тому ж році був скасований Учурський район.

#### 1963—1991 роки
В 1963 році проведена велика адміністративна реформа. Замість існуючих районів були утворені Алданський, Бабушкінський, Ленський, Оймяконський і Усть-Майський промислові райони, а також Абийський, Олексіївський, Аллайховський, Анабарський, Булунський, Вілюйський, Зарічний, Індігирський, Кобяйський, Колимський, Ленінський, Момський, Нижньоколимський, Олекминський, Оленьокський, Ордонікідзевський, Приморський, Середньоколимський, Середньоленський і Янський сільські райони.
4 березня 1964 року був скасований Бабушкінський промисловий район, Індігірський сільський район був перейменований в Томпонський, а Приморський — в Жиганський.
В 1965 році реформа низового АТП визнана неефективною. 12 січня 1965 року сільські та промислові райони були перетворені в «звичайні» райони і збільшені: утворені Амгинський, Верхньовілюйський, Гірний, Мегіно-Кангаласський, Мирнінський, Намський, Сунтарський, Усть-Алданський і Чурапчинський райони. Зарічний і Середньоленський сільські райони при цьому скасовані.
5 січня 1967 року Янський район був розділений на Верхньоянський (центр — селище Батагай) і Усть-Янський райони.
В 1972 році центр Усть-Майського району був перенесений в селище Сонячний.
6 листопада 1975 року Указом Президії Верховної Ради РРФСР було утворено Нерюнгринську міську раду республіканського підпорядкування.
28 квітня 1983 року Указом Президії Верховної Ради РРФСР в місті Якутську були утворені Жовтневий і Ярославський райони (скасовані 29 липня 1988 року).
21 квітня 1989 року постановою Президії Верховної Ради Якутській АРСР зі складу Верхоянського району був виділений Евено-Битантайський національний район (центр — село Батагай-Алита).
19 березня 1990 року постановою Президії Верховної Ради Якутській АРСР Олексіївський район був перейменований в Таттинський район.
27 вересня 1990 року Якутська АРСР була проголошена Якутською - Саха РСР.

### З 1991 року. Республіка Саха (Якутія)
27 грудня 1991 року Якутська-Саха РСР була перетворена в Республіку Саха (Якутія).
5 лютого 1992 року постановою Верховної Ради Республіки Саха (Якутія) Ленінський район був перейменований в Нюрбинський район.
23 лютого 1992 року постановою Верховної Ради Республіки Саха (Якутія) адміністративний центр Усть-Майського району з р.п. Сонячний перенесений в р.п. Усть-Мая..
16 жовтня 1992 року постановою Верховної Ради Республіки Саха (Якутія) Орджонікідзевський район був перейменований в Хангаласький район..
12 жовтня 1993 року постановою Верховної Ради Республіки Саха (Якутія) назва адміністративно-територіальної одиниці «район» замінено рівнозначною назвою «улус».
6 липня 1995 року Законом Республіки Саха (Якутія) "Про адміністративно-територіальний устрій Республіки Саха (Якутія) відновлено традиційну назву адміністративно-територіальної одиниці «наслег».
26 вересня 1997 року постановою Палати Республіки Державних Зборів (Іл Тумен) Республіки Саха (Якутія) п. Нюрба Нюрбинського улусу і п. Покровськ Хангаласського улусу перетворені в міста республіканського значення.
30 листопада 2004 року Законом Республіки Саха (Якутія) «Про встановлення меж територій та про наділення статусом міського округу муніципальних утворень Республіки Саха (Якутія)» муніципальне утворення «Жатай» було наділене статусом міського округу.
12 жовтня 2005 року постановою Державних Зборів Республіки Саха (Якутія) Оленьокський улус отримав статус евенкійського національного.
8 листопада 2007 року адміністративний центр Мегіно-Кангаласського улусу був перенесений з села Майя в п. Нижній Бестях.
В 2008 році був утворений Нерюнгринський район.
26 листопада 2008 року постановою Державних Зборів Республіки Саха (Якутія) Жиганський улус отримав статус евенкійського національного.